# Каролина фон Ербах-Фюрстенау
Каролина Амалия фон Ербах-Фюрстенау (на немски: Caroline Amalie von Erbach-Fürstenau; * 29 септември 1700, дворец Фюрстенау, Михелщат; † 7 май 1758, Хилдбургхаузен) е графиня от Ербах и чрез женитба херцогиня на Саксония-Хилдбургхаузен (1726 – 1745). От 1745 до 1748 г. тя е регентка на Саксония-Хилдбургхаузен.

## Живот
Тя е най-възрастната дъщеря на граф Филип Карл фон Ербах-Ербах (1677 – 1736) и първата му съпруга Шарлота Амалия фон Куновиц (1677 – 1722). По-малките ѝ полубратя са графовете Лудвиг II Фридрих Карл Егинхард (1728 – 1794) и Георг Албрехт III (1731 – 1778) фон Ербах-Фюрстенау.
Каролина се омъжва на 19 юни 1726 г. в дворец Фюрстенау за херцог Ернст Фридрих II фон Саксония-Хилдбургхаузен (1707 – 1745). Двамата живеят първо в Кьонигсберг. През 1730 г. Ернст Фридрих строи за съпругата си увеселителния дворец Каролиненбург и през 1744 г. подготвя нейния вдовишки дворец Айзфелд.
След смъртта на нейния съпруг през 1745 г. тя води регентството за малолетния си най-голям син.

## Деца
Каролина Амалия и Ернст Фридрих имат децата:
- Ернст Фридрих III (1727 – 1780), херцог на Саксония-Хилдбургхаузен

∞ I. 1749 принцеса Луиза Датска (1726 – 1756)
∞ II. 1757 маркграфиня Христиана София Шарлота фон Бранденбург-Байройт (1733 – 1757)
∞ III. 1758 принцеса Ернестина Августа Согия фон Саксония-Ваймар-Айзенах (1740 – 1786)
- Албрехт (1728 – 1735)
- Фридрих Вилхелм Ойген (1730 – 1795)

∞ 1778 племенницата му принцеса Каролина фон Саксония-Хилдбургхаузен (1761 – 1790)
- София Амалия Каролина (1732 – 1799)

∞ 1749 княз Лудвиг Фридрих Карл I фон Хоенлое-Нойенщайн-Йоринген (1723 – 1805)